# Kloster Cherlieu
Das Kloster Cherlieu (Carus locus) ist eine ehemalige Zisterzienserabtei in der Gemeinde Montigny-lès-Cherlieu im Département Haute-Saône, Region Franche-Comté, in Frankreich. Es liegt rund 37 km westnordwestlich von Vesoul und rund 6 km südöstlich von Vitrey-sur-Mance im Wald von Cherlieu (Forêt de Cherlieu).

## Geschichte
Das Kloster wurde 1131 von einem aus der Primarabtei Clairvaux entsandten Konvent besiedelt. Mit Unterstützung des Herzogs Rainald III. von Burgund blühte es schnell auf und die Zahl der Mönche betrug mehrere Hundert. Cherlieu wurde zur Mutterabtei von zwei Tochterklöstern in der späteren Schweiz (Kloster Hautcrêt und Kloster Hauterive) sowie mehrerer weiterer Klöster (Kloster Acey, Kloster Le Gard und Kloster Beaulieu-en-Bassigny). Cherlieu besaß mehrere Grangien, darunter Marlay, Weinkeller, Mühlen und Hochöfen. Im 15. Jahrhundert wurde das Kloster von den Écorcheurs heimgesucht, 1569 von den Protestanten unter Wolfgang von Zweibrücken in Brand gesetzt. Unter Abt Ferdinand de Rye wurde es Anfang des 16. Jahrhunderts wiederaufgebaut. 1637 erfolgte die Besetzung durch schwedische Truppen. 1773 wurde das Abtshaus neu errichtet. Nach der Französischen Revolution wurde die Abtei als Steinbruch benutzt.

## Bauten und Anlage

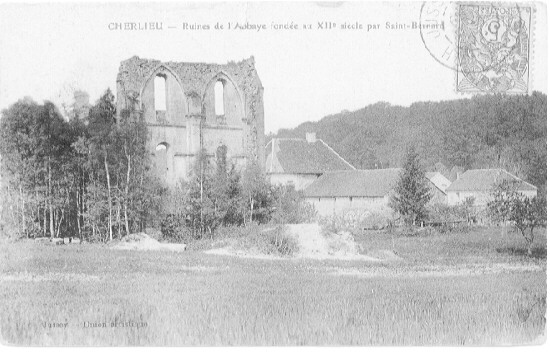
Reste der Klosterkirche

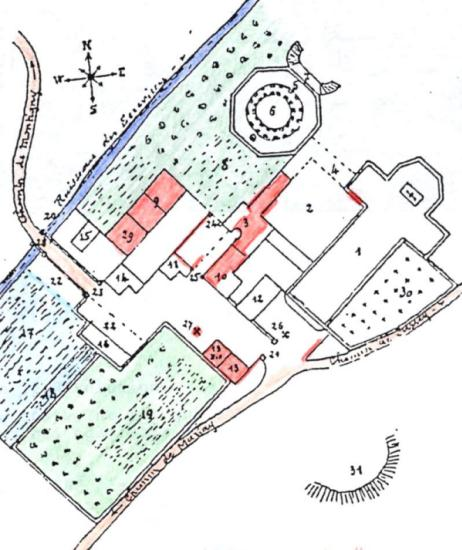
Plan der Anlage (Bestand rot)

Erhalten sind Küche und Refektorium, jedoch ohne Gewölbe, aus dem 17. und 18. Jahrhundert, sowie einige Ruinen des Kreuzgangs aus dem 15. Jahrhundert. Von der im Übergangsstil erbauten Kirche aus dem 13. Jahrhundert mit 105 m Länge hat sich aufrecht nur ein stattliches Mauerstück des nördlichen Querschiffs erhalten. Der Fußboden der Kirche liegt unter einer Schuttschicht verborgen.

## Äbte
| Amtszeit  | Name                                                                  |
| --------- | --------------------------------------------------------------------- |
| 1276      | Germain (Prior)                                                       |
| 1130-1157 | Widon oder Guy I.                                                     |
| 1160-1176 | Luc                                                                   |
| 1179      | Pierre                                                                |
| 1188      | Guy II.                                                               |
| 1196      | Gombaud oder Agodard                                                  |
| 1209      | Galo                                                                  |
| 1214-1226 | Guy III.                                                              |
| 1227      | Renaud I.                                                             |
| 1227-1256 | Guillaume I.                                                          |
| 1256-1257 | Albéric                                                               |
| 1266-1270 | Divon oder Bisuntius                                                  |
| 1271-1277 | Gauthier                                                              |
| 1278      | Guy IV.                                                               |
| 1282-1292 | Jean I.                                                               |
| 1298-1312 | Guillaume II.                                                         |
| 1314      | Thiébaud                                                              |
| 1317-1320 | Jean II.                                                              |
| 1321-1328 | Renaud II.                                                            |
| 1331-1336 | Arnould                                                               |
| 1337      | Guy V. de Caudenay                                                    |
| 1340-1357 | Nicolas                                                               |
| 1358-1364 | Eudes de Pierrefite                                                   |
| 1369-1377 | Jean III.                                                             |
| 1393-1396 | Guy IV. de Pierrefite                                                 |
| 1396-1400 | Jean IV. de Vaux                                                      |
| 1400-1410 | Jean V. d’Aynans                                                      |
| 1412-1416 | Laurent                                                               |
| 1416-1439 | Etienne de Jussey                                                     |
| 1443-1456 | Jacques de Montigny                                                   |
| 1456-1477 | Gilles de la Cour                                                     |
| 1477-1497 | Drouhot Henrion                                                       |
| 1497      | Remy de Brassey, dit Morelot                                          |
| 1518      | Charles de Brassey, erster Kommendatarabt                             |
| 1522-1546 | Claude I. de Nicey                                                    |
| 1546-1584 | Claude II. de la Baume, Erzbischof von Besançon                       |
| 1588-1599 | Prosper de la Baume                                                   |
| 1599-1636 | Ferdinand de Rye, Erzbischof von Besançon                             |
| 1636-1637 | François de Rye, Erzbischof von Besançon                              |
| 1637-1666 | Pierre de Cléron                                                      |
| 1666-1694 | Jean-Ignace de Broissa                                                |
| 1694-1734 | Antoine-François de Blitterswyck de Montcley, Erzbischof von Besançon |
| 1734-1751 | Jean-Louis Des Balbes de Berton de Crillon, Erzbischof von Narbonne   |
| 1751-1758 | Playcard de Raigecourt, Bischof von Aire                              |
| 1758-1780 | Mathieu Poncet de la Rivière, Bischof von Troyes                      |
| 1780-1790 | Mathieu-Jacques de Vermont                                            |
| 1959-1973 | Bernhard Kaul (Titularabt), Prior von Hauterive                       |